# Mephritus fraterculus
Mephritus fraterculus är en skalbaggsart som beskrevs av Martins och Dilma Solange Napp 1992. Mephritus fraterculus ingår i släktet Mephritus och familjen långhorningar. Inga underarter finns listade i Catalogue of Life.